# Tephrosia nyikensis
Tephrosia nyikensis är en ärtväxtart som beskrevs av John Gilbert Baker. Tephrosia nyikensis ingår i släktet Tephrosia och familjen ärtväxter.

## Underarter
Arten delas in i följande underarter:
- T. n. nyikensis
- T. n. victoriensis